# Obbola
Obbola – miejscowość (tätort) w Szwecji, w regionie administracyjnym (län) Västerbotten, w gminie Umeå.
Według danych Szwedzkiego Urzędu Statystycznego liczba ludności wyniosła: 2173 (31 grudnia 2015), 2151 (31 grudnia 2018) i 2180 (31 grudnia 2019).